# Anastasia Tchulkova
Anastasia Tchulkova ou Anastasia Chulkova, née le 7 mars 1985 à Moscou, est une coureuse cycliste russe. Elle concourt dans plusieurs disciplines sur piste et a été championne du monde de la course aux points en 2012.

## Biographie
En 2003, elle se révèle chez les jeunes au niveau international, en devenant championne d'Europe de course aux points juniors. Elle obtient également deux médailles de bronze dans les disciplines du sprint aux championnats du monde juniors 2002 et 2003.
En 2008, elle gagne la manche de Coupe du monde de Sydney, en poursuite par équipes (avec Evgenia Romanyuta et Olga Slyusareva). Dans cette même épreuve, elle termine cinquième quelques semaines plus tard aux championnats du monde.
En 2010, elle gagne le scratch de la Coupe du monde de Manchester. En 2011, elle est vice-championne de Russie en omnium et poursuite par équipes. Aux championnats du monde de 2012 à Melbourne, elle devient championne du monde de la course aux points.
Elle décide par la suite de se consacrer au cyclisme sur route. Entre 2013 et 2015, elle gagne trois victoires d'étape au niveau UCI.
En mars 2016, il est annoncé qu'elle a été contrôlé positive au meldonium. La Fédération russe déclare que cette substance n'est interdite que depuis le 1er janvier 2016 et qu'il ne s'agissait que de résidus. Elle n'est pas suspendue.

## Palmarès sur piste

### Championnats du monde
- 2002 (juniors)
  -  Médaillée de bronze du keirin
- 2003 (juniors)
  -  Médaillée de bronze de la vitesse
- Copenhague 2010
  - 11e de la poursuite par équipes
- Apeldoorn 2011
  - 8e du scratch
  - 11e de la poursuite par équipes
- Melbourne 2012
  -  Championne du monde de la course aux points
- Minsk 2013
  - 6e de la course aux points
  - 11e de la poursuite
- Cali 2014
  - 7e de la course aux points
- Saint-Quentin-en-Yvelines 2015
  - 9e de la poursuite par équipes

### Coupe du monde
- 2004
  - 3e de la vitesse par équipes à Sydney
- 2007-2008
  - 1re de la poursuite par équipes à Sydney (avec Evgenia Romanyuta et Olga Slyusareva)
  - 2e de la poursuite par équipes à Pékin
  - 2e de la poursuite par équipes à Los Angeles
  - 3e du scratch à Sydney
  - 3e du scratch à Copenhague
- 2010-2011
  - Classement général du scratch
  - 1re du scratch à Manchester
- 2019-2020
  - Classement général du scratch
  - 2e du scratch à Glasgow

### Championnats d'Europe
- 2003
  -  Championne d'Europe de la course aux points juniors
  -  Médaillée de bronze du 500 m juniors
- 2005
  -  Médaillée de bronze du keirin espoirs
- 2006
  -  Médaillée d'argent de la vitesse espoirs
- 2007
  -  Médaillée de bronze de la course à points espoirs
- 2008
  -  Médaillée de bronze de l'omnium

### Autres
- 2011
  -  Médaillée d'argent de la course aux points à l'Universiade d'été

## Palmarès sur route
- 2012
  - Grand Prix of Maykop
- 2013
  - 3e étape du Tour of Adygeya
  - 3e étape du Trophée d'Or
- 2014
  - 2e du Grand Prix of Maykop
- 2015
  - 3e étape du Tour de l'île de Zhoushan